# Захаревич, Валерий Владимирович
Вале́рий Влади́мирович Захаре́вич (14 сентября 1967, Бекабад) — советский и российский фехтовальщик, серебряный и бронзовый призёр Олимпийских игр.  Заслуженный мастер спорта СССР (1992) и России (1996), Заслуженный тренер России (2020).

## Карьера
Первую олимпийскую медаль Валерий завоевал в составе Объединённой команды на Играх 1992 года вместе с Павлом Колобковым, Андреем Шуваловым, Сергеем Кравчуком и Сергеем Костаревым в фехтовании на шпагах среди команд. Через 4 года российская команда в лице Павла Колобкова, Александра Бекетова и Валерия Захаревича выиграла серебро, уступив лишь сборной Италии.